# هر کس (فیلم ۲۰۰۵)
هر کس: مرد همه مردم 
(به تلوگویی: Andarivaadu: Man of the Masses) فیلمی محصول سال ۲۰۰۵ و به کارگردانی سرینو وایتلا است. در این فیلم بازیگرانی همچون چیرانجیوی، تابو، ریمی سن، راکشیتا و پراکاش راج ایفای نقش کرده‌اند.